# Прапор Великої Глумчі
Пра́пор Вели́кої Глу́мчі — офіційний символ села Велика Глумча Ємільчинського району Житомирської області, затверджений 10 червня 2013 р. рішенням № 131 XIX сесії Великоглумчанської сільської ради VI скликання.

## Опис
Квадратне полотнище поділене на три частини. Ліва бокова частина поля від древка, утворена скісними лініями, що сходяться з країв до центру — червона, верхня — синє, нижня — зелена.
Червоний — символ мужності, славетного історичного минулого; синій означає мирне небо, багатство краю природною водою, силу; зелений — колір наполегливості, твердості, постійності.
Автор — Віктор Андрійович Мосійчук.